# Broń precyzyjnego rażenia

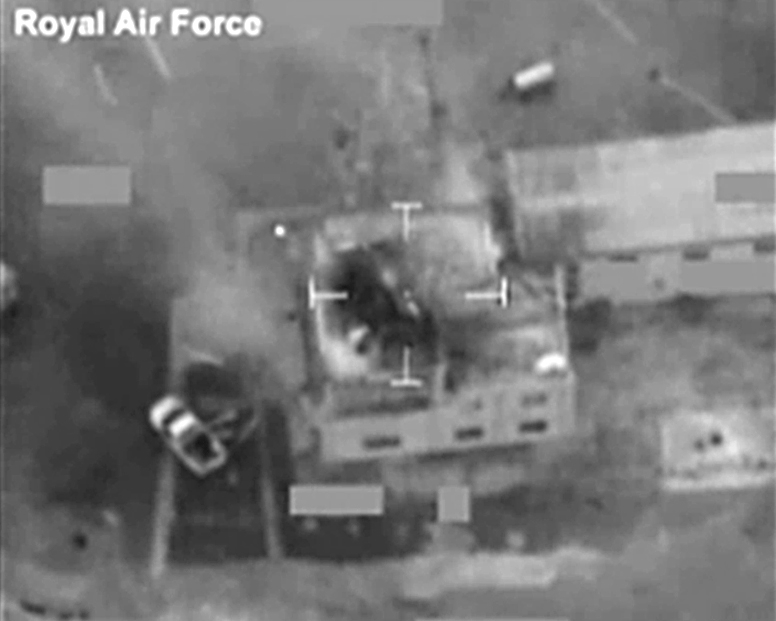
Atak za pomocą man-in-the-loop w maju 2011 roku, wykonywany przez brytyjski Tornado GR4.

Broń precyzyjnego rażenia – środki rażenia które dysponują zdolnością naprowadzenia na konkretny punkt celowania. 
Powstała w rezultacie sprzęgnięcia w jeden spójny system środków rozpoznania, kierowania i rażenia, którego funkcjonowanie oparte jest w głównej mierze na najnowocześniejszych osiągnięciach elektroniki i automatyki.
Przy uwzględnieniu precyzji nawigacji oraz efektów użycia, broń precyzyjnego rażenia można określić jako taktyczną zdolność zapewnienia wymiernych i łatwych do wyliczenia efektów pierwszoplanowych oraz minimalnych efektów niezamierzonych i niepożądanych. Według niektórych poglądów – aczkolwiek pozostających w mniejszości – kładących nacisk na dokładność jako efekt sprawności systemu naprowadzania, broń precyzyjna to środki rażenia, które zdolne są do uderzenia w promieniu 3 metrów od punktu celowania (CEP 3 metry). Takie ujęcie tworzy też pojęcie broni dokładnej, z promieniem uderzenia do 10 metrów. Nie istnieje jednak dotąd oficjalna definicja broni precyzyjnego rażenia. Konwencjonalny atak precyzyjny można natomiast określić jako praktykę ataku wyselekcjonowanego celu z celnością wystarczającą dla wysokiego prawdopodobieństwa zniszczenia go przy małych stratach niepożądanych.
O precyzyjności ataku i broni decyduje precyzyjnie wyliczalny efekt jej użycia przy minimalnych stratach niepożądanych. Wyróżnić można sześć kategorii broni precyzyjnego rażenia w walce lądowej, z których każda podlega określonym ograniczeniom efektywności, które predestynują ją do wykonywania określonych zadań, czynią zaś mało przydatnymi dla wykonywania innych zadań, czy też w innych warunkach. Podstawowymi czynnikami ograniczającymi efektywność broni precyzyjnego rażenia są niekorzystne warunki pogodowe, konieczność unikania strat niepożądanych, niedostateczne rozpoznanie oraz silna obrona obszaru powietrznego przeciwnika. Czynniki te determinują wybór kategorii tej amunicji, której użycie może przynieść najbardziej pożądane efekty w ataku na zamierzone cele – jak duże cele powierzchniowe, stałe cele niewzmocnione bądź lekko umocnione, jednostki przeciwnika w ruchu bądź jednostki nieruchome, systemy obrony obszaru powietrznego, a także instalacje podziemne lub bunkry. Przy planowaniu ataku, należy brać pod uwagę czynniki wpływające na efektywność broni, przy uwzględnieniu charakterystyk broni w każdej z jej kategorii.

## Idea broni precyzyjnej
Zmiany polityczne, społeczne i gospodarcze we współczesnym świecie wywołują skutki także w zakresie charakteru występujących konfliktów zbrojnych. Rzadkością są dziś konflikty o charakterze starcia regularnych sił zbrojnych, z mniej lub bardziej określoną linią frontu, przede wszystkim jednak, współczesne konflikty zbrojne rzadko mają na celu zagarnięcie obcego terytorium. Wojny zaborcze zastąpione zostały starciami prowadzonymi w celu wywołania określonych skutków politycznych, gospodarczych, a przede wszystkim społecznych, bez naruszania terytorialnej substancji państw. W związku z tym, zmianie uległ także sposób prowadzenia konfliktów zbrojnych, które ukierunkowane są na osiągnięcie celu w postaci przymuszenia do określonego działania, bądź też zaniechania działania niepożądanego. W efekcie, celem prowadzenia współczesnych działań militarnych, nie jest fizyczna destrukcja sił zbrojnych przeciwnika, czy tym bardziej jego ludności cywilnej. Co więcej, rozwój cywilizacyjny społeczeństw oraz powstanie społeczeństwa informacyjnego, spowodowały, że opinia publiczna stała się wrażliwa na wszelkie ofiary wśród ludności cywilnej. W efekcie, decydenci polityczni wywierają stały nacisk na siły zbrojne w celu ograniczania do minimum tzw. strat niepożądanych (collateral demages), także po stronie przeciwnika, a w miarę możliwości całkowitego ich wyeliminowania. Cele współczesnych konfliktów zbrojnych, często w postaci zapewnienia bezpieczeństwa grup ludzi, regionów bądź państw, nie mogą być zaprzeczane przez sam sposób prowadzenia działań. Operacje militarne czasów współczesnych, to często działania przy użyciu sił zbrojnych skierowane na usuwanie przyczyn sytuacji kryzysowych lub kryzysów zagrażających regionalnemu lub światowemu bezpieczeństwu oraz powodujących naruszenie praw człowieka. Jest wobec tego oczywiste, że działania militarne prowadzone w celu ochrony życia ludzkiego i innych uznawanych przez społeczność międzynarodową podstawowych wartości, nie powinny same przez się powodować utraty życia. Z tych też względów, w ciągu dwóch ostatnich dekad, wzrosło znaczenie broni zdolnych wykonywać określone zadania, przy możliwie jak największym ograniczeniu strat niepożądanych.
Broń o takiej charakterystyce, przeznaczona jest do wykonywania precyzyjnych uderzeń na bardzo konkretnie wyznaczone cele, powinna jednak dokonać destrukcji wyznaczonego jej celu, przy uniknięciu wywołania efektu destrukcyjnego względem jego otoczenia. Jak zauważył generał Roland R. Fogleman, były szef sztabu amerykańskich sił powietrznych, istotą ataku precyzyjnego jest zdolność do zastosowania selektywnej siły przeciwko ściśle określonemu celowi oraz osiągnięcie wyraźnego i ściśle ograniczonego efektu. Innymi słowy, konwencjonalny atak precyzyjny (Precision Conventional Strike – PCS) to praktyka ataku na wyselekcjonowane cele, z dokładnością wystarczającą dla wysokiego stopnia prawdopodobieństwa zniszczenia celu (kill probability) oraz minimalnych strat niepożądanych. Dla spełnienia takich warunków pożądane jest użycie broni precyzyjnego rażenia, która przez precyzyjne naprowadzanie na cel zwiększa prawdopodobieństwo jego skutecznego zniszczenia, przy ograniczeniu do minimum strat niepożądanych w otoczeniu celu – w sytuacji idealnej, ich całkowitym wyeliminowaniu – oraz, w przypadku broni standoff, zwiększa poziom bezpieczeństwa własnej platformy jej przenoszenia. Pierwsza generacja broni precyzyjnego rażenia była naprowadzana optycznie i wymagała bardzo dobrych warunków pogodowych w pewnej fazie lotu. Druga generacja używała lasera do precyzyjnego naprowadzania, wciąż jednak wymagała dobrej pogody. Trzecia generacja tej broni, dostępna podczas operacji Allied Force, opierała się na satelitarnym systemie GPS, który umożliwia jej funkcjonowanie w dzień i w nocy, zarówno w dobrych jak i w złych warunkach pogodowych.

## Pojecie broni precyzyjnego rażenia
Współczesną broń precyzyjnego rażenia (BPR) trudno jest sklasyfikować w kategoriach precyzji. Nie sposób bowiem określić, czy na miano takiej broni zasługują środki zdolne do wykonania ataku na cel z dokładnością do 3, czy do 10 metrów. Dominuje raczej pogląd, że bronią precyzyjnego rażenia są środki rażenia, które dysponują zdolnością naprowadzenia na konkretny punkt celowania. Z doktrynalnego punktu widzenia, niezbędna jest jednak definicja broni tego rodzaju, uwzględniająca wszystkie zmienne związane z jej użyciem, w tym precyzję nawigacji oraz efekty użycia - a także efekty niepożądane oraz potencjalne efekty niezamierzone. Z tego też względu najtrafniejsza jest definicja określająca broń precyzyjną, jako taktyczną zdolność zapewnienia wymiernych i łatwych do wyliczenia efektów pierwszoplanowych oraz minimalnych efektów niezamierzonych i niepożądanych. W definicji tej, akcent położony jest na precyzję efektów użycia broni, nie zaś na precyzję związaną z jej naprowadzaniem – dokładnością systemu. Definicja ta różni się od definicji preferowanej przez na przykład szkoły amerykańskich sił powietrznych (United States Air Force - USAF), które kładą nacisk na dokładność, jako efekt sprawności systemu naprowadzania. Zgodnie z nią, bronią precyzyjną są środki rażenia, które zdolne są do uderzenia w promieniu 3 metrów od punktu celowania (CEP: 3 metry), w odróżnieniu od broni dokładnej z promieniem uderzenia do 10 metrów (CEP: 10 metrów). Jakkolwiek nie jest to oficjalna definicja, obydwie definicje oddają doktrynalną różnicę w podejściu do problemu.
Z punktu widzenia efektywności broni precyzyjnego rażenia w rażeniu celów lądowych w różnych scenariuszach operacyjnych, broń ta może zostać zgrupowana w sześciu kategoriach.
| Kategoria                                    | Przykłady                                                |
| -------------------------------------------- | -------------------------------------------------------- |
| 1. Man-in-the-loop                           |                                                          |
| Naprowadzane laserowo                        | GBU-10, GBU-12, GBU-16, GBU-24, GBU-27, Hellfire         |
| Sensor terminalny                            | Maverick, GBU-15, AGM-130, SLAM, Popeye, Spike           |
| 2. INS wspomagane GPS                        | CALCM, JDAM, ATACMS, JSOW                                |
| 3. TERCOM bądź GPS + układ porównania terenu | TLAM-C Blok II i III, TLAM-D Blok II i III               |
| 4. INS wspomagane GPS + układ obrazujący cel | TLAM-C Blok IV, JDAM PIP                                 |
| 5. Anty-emisyjne                             | HARM, ALARM                                              |
| 6. Inteligentna subamunicja                  | SFW przenoszone przez JSOW, BAT przenoszone przez ATACMS |

1. Kategoria 1: zawiera systemy man-in-the-loop (MITL), czyli układy, w których człowiek jest częścią systemu broni i od niego zależy w dużej mierze celność oraz skuteczność ataku. W kategorii tej wyróżnia się dwa rodzaje broni[6]:
  - Bomby naprowadzane laserowo (Laser-Guided Bombs – LGB) uzależnione od członków załogi samolotu lub naziemnego obserwatora wyposażonego w znacznik[6].
  - Inne systemy MITL wyposażone w pokładowy sensor skierowany do przodu oraz w układ transmitujący dane do platformy przenoszenia, umożliwiając w załodze samolotu naprowadzania broni na cel (np. Standoff Land Attack Missile – SLAM; pocisk przeciwokrętowy Harpoon zmodyfikowany do użycia przeciwko celom lądowym. System ten wykorzystuje układ naprowadzania MITL z czujnikiem podczerwieni i może zostać użyty do zwalczania lekkich celów stałych lub budynków)[6].
2. Kategoria 2: broń autonomiczna, która po starcie z platformy przenoszenia (samolot bądź wyrzutnia lądowa) naprowadza się na cel samodzielnie, bez dalszego udziału operatora. Umożliwia to skrócenie czasu narażenia platformy przenoszenia broni na przeciwdziałanie ze strony przeciwnika w strefie zagrożenia w rejonie celu. W przypadku broni o dużym zasięgu, umożliwia to eliminację zagrożenia nie tylko w bezpośredniej strefie rażenia celu (fazie terminalnej), lecz także w drodze do celu. Systemy broni kategorii drugiej, są układami autonomicznymi, polegającymi jedynie na naprowadzaniu bezwładnościowym (Innertial Navigation Systems – INS) uaktualnianym przez Global Positioning System (GPS) lub jego odpowiedniki (np. Army Tactical Missile System – ATACMS, Conventional Air-Launched Cruise Missile – CALCM, Joint Direct Attack Munition – JDAM, czy też Wind-Corrected Munitions Dispenser - WCMD)[6].
3. Kategoria 3: broń autonomiczna opierająca swoje naprowadzanie w fazie przelotu w kierunku celu na układzie bezwładnościowym (INS) ze wspomaganiem przez radarowy układ porównywania konturów terenu (TERCOM) z zapisanym w pamięci jego cyfrowym obrazem lub GPS, w fazie terminalnej natomiast przez układ telewizyjny z algorytmami naprowadzania na cel[6].
4. Kategoria 4: broń autonomiczna oparta na nawigacji i naprowadzaniu INS ze wspomaganiem GPS na trasie przelotu oraz w fazie terminalnej pokładowym czujniku optycznym za pomocą odpowiednich algorytmów porównujący teren z szablonem zapisanym w pamięci podczas końcowego naprowadzania na cel (np. Tomahawk Land Attack Block IV)[6].
5. Kategoria 5: anty-emitery (broń antyradiacyjna), broń precyzyjnego rażenia opierająca swoje naprowadzanie o wbudowany sensor, procesor sygnału oraz związane z nimi algorytmy, w celu wykrycia, identyfikacji, zablokowania oraz naprowadzenia na cel emitujący energię (np. pociski antyradiacyjne HARM i ALARM, samonaprowadzające się na źródło emisji elektromagnetycznej radarów)[6].
6. Kategoria 6: grupa broni, w której skład wchodzi subamunicja typów SFW (Sensor Fuzed Weapon) oraz BAT (Brilliant Anti-Tank). Pierwsza z nich jest w istocie niekierowaną subamunicją dostarczaną nad cel przez kierowane środki przenoszenia (np. pociski manewrujące), BAT natomiast, stanowi rodzaj subamunicji wyposażonej w sensory akustyczne i termiczne (IR) zdolne do wykrywania celów i samonaprowadzania poszczególnych ładunków subamunicji na jeden lub więcej celów (np. system ATACMS Block II)[6]

## Zmienne warunkujące efektywność broni precyzyjnego rażenia
Broń precyzyjnego rażenia została opracowana dla specyficznego użycia w specyficznych warunkach. Z tego względu, jej efektywność uzależniona jest od tych warunków. Do najważniejszych czynników decydujących o efektywności użycia broni precyzyjnego rażenia na współczesnym teatrze działań militarnych należą:
- Tolerancja strat niepożądanych. Tolerancja strat niepożądanych (collateral damage) przez władze polityczne i wojskowe może wpływać na efektywność użycia broni precyzyjnego rażenia na szereg sposobów. W celu minimalizacji strat w celach niezamierzonych, wybór dostępnych środków precyzyjnego rażenia może zostać ograniczony decyzją organu politycznego bądź wojskowego do jedynie tych najbardziej celnych – o najmniejszym prawdopodobieństwie uderzenia poza punktem celowania (CEP)[7].
- Pogoda. Pogoda może mieć ogromny wpływ na efektywność niektórych systemów broni precyzyjnego rażenia, poprzez obniżenie możliwości zobrazowania przez sensory wykonujące obrazy celu i jego okolic lub możliwości wykrycia celu przez sensory pokładowe. Jest to jedyny czynnik, który nie może zostać zmieniony żadnym sposobem przez którąkolwiek ze stron konfliktu. Złe warunki pogodowe mogą uczynić bezużytecznymi niektóre rodzaje broni naprowadzanych z użyciem sensora podczerwieni oraz środków wykorzystujących sensory elektro-optyczne, w tym bomby naprowadzane laserowo[7].
- Obrona obszaru powietrznego. Wrogie systemy obrony obszaru powietrznego, rozumiane, jako obrona przeciwlotnicza oraz przeciwrakietowa, mogą wpływać na użycie broni precyzyjnego rażenia przez stwarzanie zagrożenia dla platform przenoszenia broni, samej broni oraz ich obu. Obrona obszaru może być wystarczająco silna, aby całkowicie wyłączyć możliwość użycia niektórych platform przenoszenia, rodzajów amunicji, bądź tez ich obu, albo wymusić uprzednie podjęcie operacji unieszkodliwienia obrony obszaru powietrznego w misji typu SEAD (Suppression of Enemy Air Defenses). Obrona obszaru może wymusić podjęcie specyficznej taktyki – potencjalnie ograniczając też skuteczność ataku. W innej sytuacji może też wymusić zwiększenie liczby środków użytych do ataku na cel, a wszystko to w obliczu coraz większej wrażliwości społecznej w państwach zachodu na straty niepożądane, zwłaszcza przypadkowe ofiary cywilne. W rezultacie, zwiększenie siły obrony obszaru powietrznego, prowadzi do wzrostu znaczenia uderzeniowych platform i broni stealth oraz standoff. Jak dowiódł przebieg operacji Allied Force nad byłą Jugosławią, nawet średnio zaawansowany system obrony obszaru powietrznego w połączeniu z bardzo restrykcyjnymi warunkami użycia broni – może poważnie zakłócić operacje powietrzne i wpłynąć na efektywność broni precyzyjnego rażenia[7].
- Środki przeciwdziałania. Środki przeciwdziałania (countermeasures) mogą znacząco obniżyć efektywność broni precyzyjnego rażenia przez ograniczenie zdolności pozyskiwania danych o lokalizacji celu lub przez ograniczenie zdolności amunicji do utrzymania namiaru na cel i ataku na niego. Techniki tego rodzaju obejmują środki zwodzenia przeciwnika, mobilność, decentralizacje, utwardzenie celu i inne techniki wpływające na zdolność do odnalezienia i zniszczenia celu. Podczas gdy niektóre techniki mogą zostać zastosowane w ramach określonego scenariusza taktycznego w celu np. zmiany szyku wrogiej formacji, inne mogą mieć zastosowanie także na szczeblu strategicznym, np. w postaci decentralizacji systemu kontroli i komunikacji[7].
- Poziom rozpoznania. Ostatnim z głównych czynników warunkujących efektywność użycia broni precyzyjnego rażenia jest poziom rozpoznania. Ograniczenia w ilości dostępnych informacji rozpoznawczych, mogą ograniczyć, a nawet całkowicie wykluczyć użycie niektórych rodzajów broni precyzyjnego rażenia. Dotyczy to zwłaszcza środków opierających swoje działanie na algorytmach automatycznie rozpoznających cele, szczególnie w fazie terminalnej. Wprawdzie użycie systemów man-in-the-loop do określenia finalnego celu uderzenia może skompensować w pewnej mierze niedostatki rozpoznania, jednakże nawet w tym przypadku cel musi być wystarczająco dobrze rozpoznany, aby będący elementem systemu człowiek, mógł prawidłowo rozpoznać go[7].

Wszystkie te zmienne mogą wzajemnie oddziaływać na siebie, jeśli zaś na którekolwiek z nich nałożą się obawy, co do możliwości zaistnienia strat niepożądanych, możliwość użycia wielu z dostępnych systemów okaże się problematyczna. Na podkreślenie zasługuje szczególna waga rozpoznania celu. Zasadniczo największe znacznie w tym zakresie ma bardzo dokładna lokalizacja celu, niekiedy także z bezwzględnymi danymi geodezyjnymi, precyzyjna lokalizacja punktu celowania, podatność celu na funkcjonalne unieszkodliwienie (nie zaś koniecznie na strukturalne zniszczenie), fotografie celu wykonane w wysokiej rozdzielczości oraz obiektów w jego otoczeniu (celem szacunku możliwości wywołania collateral demages); potencjał i lokalizacja wrogich systemów obrony obszaru powietrznego i innych środków zaradczych przeciwnika, warunki pogodowe nad celem oraz dokładne dane z wielu źródeł celem szacunku uszkodzeń lub zniszczeń. Zdolność do efektywnego i elastycznego użycia BPR zależy od ich rozpoznawczego wsparcia, zarówno na poziomie platformy przenoszenia jak i samej amunicji. Podczas operacji Desert Storm w Iraku w 1991 roku, taktyczni planiści użyli amunicji precyzyjnej do zniszczenia umieszczonego pod ziemią bunkra Al Firdos w Bagdadzie, w którym według informacji wywiadu schroniło się szereg wysokich rangą irackich dowódców. Wywiad nie zdołał jednak ustalić, że dowódcy Ci zabrali ze sobą także własne rodziny. W konsekwencji, w zniszczonym bunkrze zginęli nie tylko członkowie irackiego Sztabu Generalnego, lecz także cywilne kobiety i dzieci. Użycie broni precyzyjnego rażenia przyniosło więc pożądany skutek w postaci wyeliminowania wysokich rangą dowódców irackich sił zbrojnych, jednak – przy zachowaniu odpowiednich proporcji – wystąpiły również straty niepożądane w postaci śmierci osób cywilnych. Choć oczywiście użycie w centrum Bagdadu amunicji bez systemu kierowania, przy osiągnięciu tego samego efektu wojskowego, spowodowałoby nieporównywalnie większe straty wśród okolicznej ludności cywilnej.
Rodzaje niezbędnego wsparcia dla poszczególnych kategorii broni precyzyjnego rażenia przedstawia tabela.
|                                             | Kategorie broni precyzyjnego rażenia | Kategorie broni precyzyjnego rażenia | Kategorie broni precyzyjnego rażenia | Kategorie broni precyzyjnego rażenia | Kategorie broni precyzyjnego rażenia | Kategorie broni precyzyjnego rażenia |
| Wymagania funkcjonalne                      | 1                                    | 2                                    | 3                                    | 4                                    | 5                                    | 6                                    |
| ------------------------------------------- | ------------------------------------ | ------------------------------------ | ------------------------------------ | ------------------------------------ | ------------------------------------ | ------------------------------------ |
| Ogólne                                      |                                      |                                      |                                      |                                      |                                      |                                      |
| Dokładne koordynaty celu                    | x                                    | x                                    | x                                    | x                                    |                                      | x                                    |
| Krytyczny wybór punktu celowania            | x                                    | x                                    | x                                    | x                                    | x                                    |                                      |
| Przewidywanie strat niepożądanych           | x                                    | x                                    | x                                    | x                                    | x                                    | x                                    |
| Ocena środków zaradczych przeciwnika        | x                                    | x                                    | x                                    | x                                    | x                                    | x                                    |
| Prognoza warunków pogodowych                | x                                    | x                                    | x                                    | x                                    |                                      | x                                    |
| Ocena efektów użycia                        | x                                    | x                                    | x                                    | x                                    | x                                    | x                                    |
| Szczególne                                  |                                      |                                      |                                      |                                      |                                      |                                      |
| Próby/symulacje misji                       | x                                    |                                      | x                                    | x                                    |                                      |                                      |
| Przewidywanie ruchu celu                    |                                      | x                                    |                                      |                                      |                                      | x                                    |
| Opracowanie mapy terenu (TERCOM)            |                                      |                                      | x                                    |                                      |                                      |                                      |
| Przygotowanie mapy lokalizacji celu (DSMAC) |                                      |                                      | x                                    |                                      |                                      |                                      |
| Przygotowanie szablonu rejonu celu          |                                      |                                      |                                      | x                                    |                                      |                                      |
| Analiza emisji elektromagnetycznej          |                                      |                                      |                                      |                                      | x                                    |                                      |

Dla każdego scenariusza możliwe jest stworzenie siatki możliwych do użycia środków precyzyjnego rażenia przeciwko różnym rodzajom celów.

## Potencjał broni precyzyjnego rażenia w osiąganiu celów operacji
- Atak na stałe bądź ruchome elementy systemu obrony obszaru powietrznego. Broń precyzyjnego rażenia jest efektywna w ataku na niewzmocnione instalacje systemu obrony przestrzeni powietrznej, przy użyciu zaś głowic penetracyjnych, zdolna jest także do ataku na instalacje o pewnym stopniu wzmocnienia. Zdolność do zwalczania stałych instalacji jest wysoka, jednak niektóre instalacje tego typu mogą być przemieszczane, toteż niezbędne do efektywnego użycia środków precyzyjnego rażenia wobec nich, jest należyte rozpoznanie[8].
- Zwalczanie samolotów na terenach otwartych oraz umocnionych. Broń precyzyjnego rażenia może być niezwykle skuteczna w zwalczaniu samolotów i innych maszyn latających zaparkowanych na lotniskach i innych terenach otwartych. Jak wynika z przeprowadzonej specjalnie w tym celu analizy RAND Corporation, mniej niż 12 najprostszych pocisków manewrujących z subamunicją lub zaledwie jeden taktyczny pocisk balistyczny z głowicą kasetową (jak chiński M-18 z 825 ładunkami subamunicji), zdolny jest do zniszczenia całego skrzydła powietrznego na lotnisku, 96 samolotów rozmieszczonych według standardowego wzoru USAF. Co więcej, na efektywność tego rodzaju ataków, zwłaszcza przy wykorzystaniu pocisków manewrujących i balistycznych, niewielki wpływ ma pogoda. Spodziewać się można, że przy wykorzystaniu do tego samego celu nowocześniejszych pocisków, wywołać można jeszcze bardziej dewastujący efekt[8].
- Zwalczanie samolotów we wzmocnionych schronach. Niektóre systemy broni precyzyjnego rażenia dysponują bardzo niewielką zdolnością zwalczania celów we wzmocnionych schronach, z uwagi na ich wyposażenie w głowice bez możliwości penetracyjnych. Te jednak, które mają zdolność penetracji – jak bomby naprowadzane laserowo ze wzmocnionymi głowicami – mogą niszczyć statki powietrzne zgromadzone w schronach. Ich słabością jest jednak fakt, że muszą zostać dostarczone wystarczająco blisko celu, a co za tym idzie, przed atakiem na schron, w misji SEAD musi zostać unieszkodliwiona obrona przeciwlotnicza zarówno na całej trasie przelotu, jak i nad samym celem, bądź też niezbędne jest użycie do przeniesienia bomb samolotów stealth. Z uwagi na wzmocnienie (utwardzenie) celów, niezmiernie istotnym wymogiem jest wysoki stopień celności uderzenia. W efekcie, duży wpływ na efektywność ataku maja warunki pogodowe, które mogą zakłócić naprowadzanie w fazie terminalnej, a co za tym idzie są istotnym czynnikiem warunkującym sukces misji uderzeniowej[8].
- Przerywanie produkcji energii elektrycznej, paliw i smarów. Środki precyzyjnego rażenia generalnie dobrze nadają się do wypełniania tego rodzaju zadań, jeśli poprzedzone są adekwatnym planowaniem operacji oraz przygotowaniem rozpoznawczym. Broń tego rodzaju, jest szczególnie przydatna do niszczenia selektywnie wybranych, kluczowych węzłów wewnątrz atakowanej instalacji. Złe warunki pogodowe mogą jednak ograniczyć celność systemu do poziomu, w którym użycie danej kategorii broni nie będzie możliwe. Przy ataku na tego rodzaju cele, istnieje bardzo poważne ryzyko wywołania strat niepożądanych, bowiem wiele tego rodzaju instalacji umieszczonych jest wewnątrz lub w pobliżu miast, co może ograniczyć możliwość zastosowania broni precyzyjnego rażenia. Awaria systemu, utrata namiaru na cel (podświetlenia celu) lub też działania przeciwnika mogą doprowadzić do wywołania nieprzewidzianych zniszczeń w terenie zurbanizowanym. Użycie jednak ulepszonych sensorów naprowadzania terminalnego może zmniejszyć wpływ warunków pogodowych na atak, zaś ulepszony system man-in-the-loop może umożliwić ostatecznie potwierdzenie celu ataku[8].
- Zwalczanie nacierających wojsk. Zwalczanie nacierających wojsk przeciwnika, zwłaszcza opancerzonych, jest w głównej mierze funkcją niszczenia ich sił wiodących oraz odcinania, a następnie niszczenia wojsk drugiego rzutu oraz zaopatrzenia. Rzeczywiste jednak możliwości w tym zakresie zależą od wielkości dostępnych zapasów subamunicji, warunków pogodowych, zagrożenia ze strony terminalnej obrony przeciwlotniczy i przeciwrakietowej wojsk przeciwnika oraz wsparcia rozpoznawczego. Kluczowymi ograniczeniami skuteczności tej formy obrony przed nacierającym przeciwnikiem, są niedostateczna liczba środków precyzyjnego rażenia oraz narażenie na ogień obrony terminalnej przeciwnika. Ostatnie z tych ograniczeń dotyczy zarówno zagrożenia ze strony obrony terminalnej dla platform przenoszenia broni precyzyjnego rażenia – zwłaszcza samolotów, jak też i dla samej amunicji. Z tego też względu, pożądanym jest użycie do tego rodzaju operacji samolotów o wysokich właściwościach stealth, bądź tez broni standoff o dużym zasięgu, jak JSOW z subamunicją SFW, bądź pocisków balistycznych pola walki jak ATCMS, z głowicami BAT, WCMD/SFW. Istotnym ograniczeniem efektywności jest także sprawność systemu rozpoznania, w tym systemów zbierania informacji, ich interpretacji oraz systemu komunikacji. Ponieważ jednak zniszczenie czołówki nacierających wojsk przeciwnika, wielu przypadkach będzie najważniejszym zadaniem obrony kraju w pierwszych dniach konfliktu, starania o minimalizację tych ograniczeń powinny być priorytetem polityki obronnej państwa[8].
- Niszczenie zatrzymanych wojsk przeciwnika. Aktualnych zdolności bojowych w tym zakresie dotyczą takie same ograniczenia jak w przypadku operacji zwalczania nacierających wojsk przeciwnika, chociaż w sprzyjających warunkach - jak słaba terminalna obrona przeciwlotnicza przeciwnika - możliwe jest efektywne użycie broni precyzyjnego rażenia. Podstawowym ograniczeniem jawi się niedostateczna liczba możliwych do dostarczenia do celu jednostek broni[8].
- Niszczenie mostów w celu spowolnienia natarcia nieprzyjacielskich wojsk. Broń precyzyjnego rażenia generalnie jest bardzo efektywna w tego rodzaju działaniach, zwłaszcza przy użyciu relatywnie dużych, wzmocnionych unitarnych głowic o wadze, co najmniej 450 kilogramów. Środki te mają wystarczająco duża dokładność celem uderzenia we wrażliwe punkty mostu. Rozpoznanie zapewnia zwykle wystarczającą wiedzę o pierwszoplanowych i drugorzędnych alternatywnych drogach, którymi mogą się przemieszczać wojska przeciwnika, poprzez więc uderzenia na mosty możliwe jest zamknięcie wszystkich, bądź wybranych alternatywnych dróg przemieszczania się przeciwnika, w zależności od bieżącej potrzeby taktycznej lub operacyjnej. Niektóre typy mostów są bardziej odporne na zniszczenie i mają bardzo niewielkie przestrzenie wrażliwe na uderzenie powietrzne, toteż mogą stanowić pewne wyzwanie dla broni precyzyjnego rażenia. Inne ograniczenia afektywności środków precyzyjnego rażenia wobec mostów, są podobne jak w przypadku efektywności wobec instalacji produkujących energie elektryczną. Generalnie jednak, broń ta dysponuje wysokim stopniem celności i efektywności wobec mostów[8].
- Niszczenie wzmocnionych bunkrów i głęboko umieszczonych instalacji podziemnych. Zdolność BPR do niszczenia bunkrów jest ograniczona przez warunki pogodowe, jako że podstawowym środkiem używanym w tym celu jest broń naprowadzana laserowo. Efektywność niszczenia instalacji umieszczonych głęboko pod ziemią także ograniczona jest przez warunki pogodowe, lecz także przez brak głowic o wystarczającej zdolności do penetracji. Przy braku jednak przeciwlotniczej obrony terminalnej, bądź też jej słabości, wielokrotne uderzenie za pomocą LGB na ten sam cel, może dokonać jego skutecznego zniszczenia[8].
- Niszczenie niewielkich i bardzo małych celów mobilnych. Duża liczba współczesnych a także rozwijanych dziś broni dysponuje wystarczającą celnością do niszczenia mobilnych baterii SAM, wyrzutni pocisków balistycznych, centrów dowodzenia i innych małych celów mobilnych. Ograniczenia w tym zakresie sprowadzają się do zdolności do identyfikacji, lokalizacji oraz śledzenia celu z należytą dokładnością przez czas wystarczający do dostarczenia do niego amunicji[8].
- Wsparcie ogniowe dalekiego zasięgu. Doktryny wojny lądowej ewoluowały w ten sposób, że wyraźnie zdefiniowana linia wojsk może nie zaistnieć w przyszłym konflikcie angażującym na lądzie wielkie masy wojsk. Zamiast tego, szybko poruszające się operacyjne jednostki manewrowe, mogą prowadzić wąskie uderzenia na obszar uznawany dotąd za głębokie tyły, zmierzając od osiągnięcia celów ważniejszych niż okupacja terytorium pozostawionego za swoimi plecami. Doskonałym przykładem takiego sposobu prowadzenia wojny, są trwające zaledwie 100 godzin amerykańskie działania lądowe w trakcie operacji Desert Storm. Broń precyzyjnego rażenia często jest angażowana w atak na tyły przeciwnika, jednakże podstawowym niebezpieczeństwem tego rodzaju użycia BPR jest ryzyko rażenia wojsk własnych. Rozwój techniczny związany z nowymi sensorami i technologiami obróbki danych (np. identyfikacji, rozpoznania swój-obcy [IFF]) może jednak zapewnić zmniejszenie ryzyka wywołania collateral demages przez ogień bratobójczy. Zdolność taką mogą zapewnić rozwijane właśnie konstrukcje subamunicji (np. BAT P3I) zdolnej do samodzielnego rozpoznawania typu celu. Taka zdolność jest szczególnie ważna przy użyciu lekkich jednostek, które często potrzebują wsparcia przeciwpancernego. Wciąż jednak zagrożenie powstania strat niepożądanych powoduje, że tego rodzaju działania stanowią większe wyzwanie dla broni precyzyjnego rażenia, niż wskazane wyżej zatrzymywanie nacierających jednostek pancernych przeciwnika w ruchu[8].

Efektywność wszystkich opisanych wyżej zadań broni precyzyjnego rażenia podlega określonym ograniczeniom, wśród których najważniejszymi są warunki pogodowe, należyte rozpoznanie dokonane we właściwym czasie, odpowiednia liczba dostępnych jednostek amunicji właściwej kategorii oraz platform jej przenoszenia, a także siła przeciwlotniczej i przeciwrakietowej obrony terminalnej przeciwnika. Wpływ każdego z tych ograniczeń może być w pewien sposób minimalizowany, zawsze jednak działania przy użyciu broni precyzyjnego rażenia, będą podlegały wpływom warunków ograniczających ich efektywność. Zwiększenie możliwości przebijania gruntu w celu zniszczenia obiektów podziemnych jest możliwe, jednakże przeciwnik zawsze będzie w stanie umieścić je głębiej niż maksymalna głębokość penetracji aktualnie dostępnej amunicji. Zdolność zwalczania poruszających się w ataku jednostek pancernych, jest ograniczana przez kilka czynników, w tym niewystarczające zapasy amunicji i konieczność lotu platformy jej przenoszenia w pobliże wrogiej formacji, gdzie jest narażona na ogień przeciwlotniczy. Z drugiej strony, jak dowodzą przykłady operacji Deliberate Force i Allied Force na Bałkanach, broń precyzyjna znacznie ograniczyła liczbę jednostek użytej broni oraz samolotów niezbędnych do zniszczenia celu. Wprowadzenie inteligentnej subamunicji przenoszonej przez pociski manewrujące i pociski balistyczne pola walki w znacznej mierze niweluje ograniczenia efektywności broni, rodzi jednak problem ryzyka strat niepożądanych. Zawsze także istnieć będzie problem należytego i szybkiego rozpoznania w czasie rzeczywistym oraz komunikacji, jako podstawowych warunków efektywności użycia broni precyzyjnego rażenia, i to zarówno przed podjęciem, jak i po przeprowadzeniu ataku – w celu potwierdzenia jego rezultatów. Szybkość rozpoznania po ataku na cele stałe, jak duże centra dowództw, kontroli, komunikacji i rozpoznania, linie komunikacyjne, wytwórnie paliw, olejów i smarów, fabryki przemysłu zbrojeniowego, czy elektrownie, ma nieco mniej krytyczne znaczenie, jednakże szybkie potwierdzenie zniszczenia celów ruchomych, zwłaszcza operowanych przez wojsko, jest nieodłącznym elementem samej operacji uderzeniowej. Przy braku bowiem potwierdzenia zniszczenia celu, w celu osiągnięcia zaplanowanych skutków taktycznych bądź operacyjnych, niezbędne jest ponowienie ataku.

## Konkluzja
Broń precyzyjna znacznie ograniczyła liczbę jednostek użytej broni oraz platform jej przenoszenia niezbędnych do zniszczenia celu. Współczesna broń tego rodzaju zapewnia duże zdolności zwalczania celów lekkich i średnio utwardzonych stałych celów strukturalnych, nieruchomych w danym momencie celów mobilnych i niektórych celów w ruchu przy jego przewidywalnym kierunku i prędkości. Jednakże efektywność współczesnych broni tego rodzaju wciąż jeszcze może być ograniczona przez warunki pogodowe, możliwości rozpoznania nad celem i w drodze do celu, a także przez środki przeciwdziałania przeciwnika. Jeśli dodatkowo obrona terminalna przeciwnika nie została przed uderzeniem unieszkodliwiona, a panowanie w powietrzu nie zostało osiągnięte, efektywność współczesnych środków precyzyjnego rażenia przeciw celom utwardzonym lub opancerzonym - bez użycia samolotów charakteryzujących się wysokim stopniem właściwości stealth, może być bardzo ograniczona. W rezultacie tych ograniczeń, współczesna broń precyzyjnego rażenia nie może być uznawana za gwarant osiągnięcia założonych celów operacji militarnej, przynajmniej w postaci wyeliminowania wspierającej działania militarne przeciwnika infrastruktury oraz zatrzymania działań jednostek wojskowych nieprzyjaciela lub innych sił, przeciwko którym prowadzone są działania wojenne bądź operacje militarne inne niż wojna. Stąd też, w celu wyeliminowania, a przynajmniej zmniejszenia zakresu tych ograniczeń, niezbędne jest użycie broni ograniczającej wpływ pogody, mniej podatnej na niedostatki uprzedniego rozpoznania oraz stosowane przez przeciwnika przeciwdziałanie. Z myślą o potencjalnej konieczności obrony terytorium kraju, niezbędne jest stałe monitorowanie rozwoju broni precyzyjnej, gdyż przy aktualnych kierunkach ich rozwoju, jeśli zostaną osiągnięte jego cele, środki te mogą skutecznie zapewnić możliwość zatrzymania nacierających jednostek przeciwnika, jeśli zostaną nabyte w wystarczającej do obrony kraju ilości.